# Mesostenus
Mesostenus är ett släkte av steklar som beskrevs av Johann Ludwig Christian Gravenhorst 1829. Mesostenus ingår i familjen brokparasitsteklar.

## Dottertaxa tillMesostenus, i alfabetisk ordning[1][2]
- Mesostenus albinotatus
- Mesostenus alvarengae
- Mesostenus americanus
- Mesostenus angustus
- Mesostenus ater
- Mesostenus aureli
- Mesostenus azerbajdzhanicus
- Mesostenus cingulatellus
- Mesostenus clitellatus
- Mesostenus coreanus
- Mesostenus corsicus
- Mesostenus crassifemur
- Mesostenus curvipes
- Mesostenus cuzcensis
- Mesostenus dentifer
- Mesostenus eisenii
- Mesostenus euoplus
- Mesostenus fidalgoi
- Mesostenus funebris
- Mesostenus gracilis
- Mesostenus grammicus
- Mesostenus gravenhorstii
- Mesostenus kozlovi
- Mesostenus lanarius
- Mesostenus liogaster
- Mesostenus longicaudis
- Mesostenus melanurus
- Mesostenus modestus
- Mesostenus modicus
- Mesostenus nepomis
- Mesostenus obtusus
- Mesostenus opuntiae
- Mesostenus penetralis
- Mesostenus pertenuis
- Mesostenus pluvialis
- Mesostenus punctatus
- Mesostenus roborowskii
- Mesostenus rufalbator
- Mesostenus ruficoxis
- Mesostenus rufipes
- Mesostenus rufoniger
- Mesostenus rufotinctus
- Mesostenus schmiedeknechti
- Mesostenus sicarius
- Mesostenus subandinus
- Mesostenus suigensis
- Mesostenus terani
- Mesostenus thoracicus
- Mesostenus townesi
- Mesostenus transfuga
- Mesostenus tricarinatus
- Mesostenus truncatidens
- Mesostenus turcator
- Mesostenus versicolor
- Mesostenus xerobates
- Mesostenus xestus
- Mesostenus yacochuyae